# Ludwig Schmid (Regierungspräsident)
Ludwig Schmid (* 20. August 1943) ist ein bayerischer Jurist und Verwaltungsbeamter.

## Leben
Schmid studierte Rechtswissenschaften und begann seine berufliche Laufbahn im Jahr 1972 bei der Regierung von Schwaben und beim Bayerischen Staatsministerium des Innern in München. Nach einer Tätigkeit beim Landratsamt Augsburg absolvierte er im Jahr 1980 den Lehrgang für Verwaltungsführung der Bayerischen Staatsregierung. Nach einer Reihe von Führungspositionen im Staatsministerium des Innern, bei der Vertretung des Freistaates Bayern beim Bund in Bonn, in der Bayerischen Staatskanzlei sowie kurzzeitig auch als Leiter der Zentralabteilung im Thüringer Ministerium für Inneres bekleidete er von Juni 1993 bis Juli 2008 das Amt des Regierungspräsidenten von Schwaben. Im Ruhestand war er u. a. als Vorsitzender des Kolping-Bildungswerks Augsburg tätig.

## Ehrungen
- Bayerischer Verdienstorden (2008)[2]